# Мандра Какијана I (Фрозиноне)
Мандра Какијана I је насеље у Италији у округу Фрозиноне, региону Лацио.
Према процени из 2011. у насељу је живело 60 становника. Насеље се налази на надморској висини од 227 м.